# Jake Stewart (cyclisme)
Pour les articles homonymes, voir Jake Stewart et Stewart.

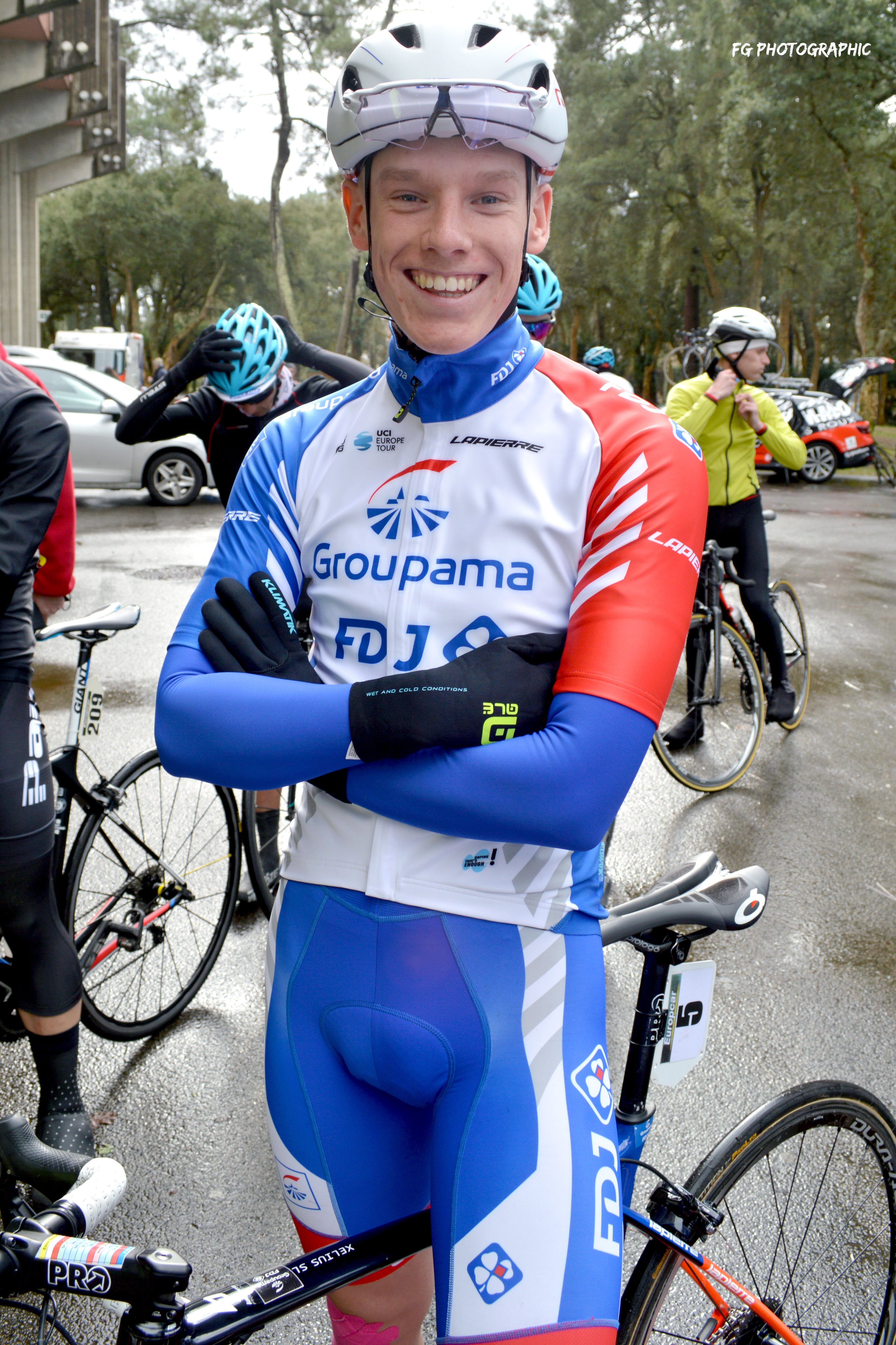
Jake Stewart lors de l'Essor basque 2019.

Jake Stewart, né le 2 octobre 1999 à Coventry, est un coureur cycliste britannique.

## Biographie

### Jeunesse et formation
Jake Stewart commence à se faire remarquer fin 2017, alors qu'il n'a que 18 ans, quand il fait un top 5 sur le championnat du monde sur route à Bergen.
En 2018, il commence bien sa saison en finissant deuxième de Kattekoers - Gand-Wevelgem derrière Ziga Jerman, puis en montant sur la plus petite marche du podium sur le Trofeo Piva. Il participe dans le même temps à la première course .1 avec le Tour du Yorkshire au sein d'une sélection britannique, abandonnant cependant dès la deuxième étape. On ne retrouve qu'une 2e place au prologue du Tour d'Alsace comme résultat notable pour la fin de la saison.

### Carrière professionnelle

#### 2019: signature à la continentale de la FDJ
En 2019, Stewart signe pour la continentale FDJ. Il commence sa saison par diverses courses de l'Essor basque, dont le Grand Prix du Pays d'Aix, qu'il remporte devant Jordan Levasseur,, avant de participer au Triptyque des Monts et Châteaux, qu'il achève à la 5e place du classement général, et en étant sur le podium de trois des quatre étapes.
Il entame sa saison des classiques par le Tour des Flandres espoirs, où Stewart accroche le podium, même s'il regrette le fait de tourner autour de la victoire, puis finit à une anecdotique 37e place sur Liège-Bastogne-Liège espoirs.
Il retrouve les places d'honneurs à l'aube de l'été, en commençant par finir 3e d'Eschborn-Francfort espoirs, puis 8e de Paris-Roubaix espoirs, pour finir par un podium sur son championnat national espoirs.
Sa fin de saison est plus difficile, notamment à cause d'une fracture à la clavicule, mais il participe pour la première fois à une course ProSeries, avec le Tour de Grande-Bretagne, son meilleur résultat étant sur la 8e étape, remportée par Mathieu van der Poel, qu'il achève 14e.

#### 2020: deuxième du Tour du Limousin
Saison tronquée par le Covid, Jake commence sa saison sur le Tour de l'Algarve avec les professionnels, avant d'enchaîner sur deux semi-classiques où il n'obtient aucun résultats.
Il reprend en août, et se fait remarquer le 21 août 2020, lors du Tour du Limousin où il se classe 2e du classement général. En réaction, son équipe annonce son intégration au sein de l'équipe World Tour pour les saisons 2021 et 2022. Durant la course, il s'était aussi fait remarquer pour avoir célébré la victoire sur la 1re étape, alors qu'il avait fini 2e derrière Luca Wackermann, auteur d'une attaque quelque temps avant.
En octobre, il participe à ses premières courses World Tour, Gand-Wevelgem (35e), le Tour des Flandres (abandon) et les Trois Jours de la Panne (abandon).

#### 2021: deuxième du Circuit Het Nieuwsblad
Il commence sa saison 2021 par le Grand Prix la Marseillaise, mais obtient ses premiers résultats sur l'Etoile de Bessèges quelques jours plus tard, avec quelques places d'honneurs et le maillot de meilleur jeune.
En février 2021, il se révèle en se classant au sprint deuxième du Circuit Het Nieuwsblad derrière Davide Ballerini. Il s'agit de son premier podium sur une course World Tour et il devient à 21 ans le plus jeune coureur sur le podium de la classique depuis Eddy Merckx en 1966.
Stewart est présent le 28 mars sur Cholet-Pays de la Loire. Lors du sprint final, il est poussé dans les barrières latérales par Nacer Bouhanni qui est disqualifié après l'arrivée. Stewart est atteint d'une fracture à la main gauche, ce qui entraîne son forfait pour le Tour des Flandres.
La suite de sa saison est transparente, sinon deux tops 10 d'étapes sur le Tour de Wallonie et le Tour de Pologne.

#### 2022: une étape du Tour de l'Ain
Une « inflammation des intestins » le contraint à reporter son retour en compétition en 2022. Sa première course de la saison se déroule en avril lors de Paris-Camembert. Il est en mai troisième des Quatre Jours de Dunkerque puis du Grand Prix du Morbihan. En août, il est sélectionné par l'Angleterre pour disputer la course en ligne des Jeux du Commonwealth et s'y classe 62e. Deux jours plus tard, il gagne la première étape du Tour de l'Ain. Sélectionné pour le Tour d'Espagne, Stewart obtient deux tops 10 d'étape en première semaine. Malade, il est non-partant lors de la huitième étape.

#### 2023: une nouvelle étape sur le Tour de l'Ain
Sa saison 2023 est d'abord très difficile : il ne parvient pas à participer à des sprints, et il faut attendre mai pour le voir dans un top 10, sur le Tour d'Italie. Il ne retrouve la forme et la victoire que sur le Tour de l'Ain, où, comme en 2022, il remporte la 1re étape, cette fois-ci devant Emmanuel Morin et Nacer Bouhanni. Malgré des performances en deçà des espérances, il est la cible de rumeurs l'envoyant à Astana, mais signe finalement à Israel-Premier Tech.

#### 2024: première saison chez Israel-Premier Tech
Nouvelle recrue chez Israel-Premier Tech, où il a signé pour deux ans, Stewart manque cependant le début de saison à la suite d’une "fracture éclatée [...] du plateau tibial et une déchirure du ménisque". Il reprend la compétition lors de Milan-Turin, où, au service d'Ethan Vernon, il finit 18e. Abandonnant durant les classiques flandriennes, il retrouve des fonds de top 10 à l'occasion du Circuit de Wallonie ou du Tour des onze villes.

## Palmarès sur route

### Par année
- 2016
  - 1re étape de la Kingdom Junior Classic
  - 3e de l'Isle of Man Junior Tour
  - 3e du Tour du Pays de Galles juniors
- 2017
  - 5e du championnat du monde sur route juniors
- 2018
  - 2e de Gand-Wevelgem espoirs
  - 3e du Trofeo Piva
- 2019
  - Grand Prix du Pays d'Aix
  - 2e des Boucles de l'Essor
  - 3e du Tour des Flandres espoirs
  - 3e d'Eschborn-Francfort espoirs
  - 3e du championnat de Grande-Bretagne sur route espoirs
- 2020
  - 2e du Tour du Limousin-Nouvelle-Aquitaine
- 2021
  - 2e du Circuit Het Nieuwsblad
- 2022
  - 1re étape du Tour de l'Ain
  - 3e des Quatre Jours de Dunkerque
  - 3e du Grand Prix du Morbihan
- 2023
  - 1re étape du Tour de l'Ain
- 2025
  - 5e étape des Quatre Jours de Dunkerque
  - 5e étape du Critérium du Dauphiné

### Résultats sur les grands tours

#### Tour de France
2 participations
- 2024 : non-partant (19e étape)
- 2025 : 108e

#### Tour d'Italie
1 participation
- 2023 : 92e

#### Tour d'Espagne
1 participation
- 2022 : non-partant (8e étape)

### Classements mondiaux
| Année                                 | 2018 | 2019 | 2020 | 2021 | 2022 | 2023 | 2024 |
| ------------------------------------- | ---- | ---- | ---- | ---- | ---- | ---- | ---- |
| Classement mondial                    | 932e | 890e | 314e | 142e | 175e | 535e | 446e |
| UCI Europe Tour                       | 567e | 647e | 259e | 121e | 143e | nc   | nc   |
|                                       |      |      |      |      |      |      |      |
| Légende : nc = non classéSource : UCI |      |      |      |      |      |      |      |

## Palmarès sur piste

### Championnats d'Europe
- Anandia 2017
  -  Médaillé d'argent de la poursuite par équipes juniors
  -  Médaillé de bronze de l'américaine juniors

### Championnats nationaux
- 2016
  -  Champion de Grande-Bretagne de l'américaine juniors (avec Rhys Britton)
  - 2e du championnat de Grande-Bretagne de course aux points juniors
  - 3e du championnat de Grande-Bretagne de l'américaine
- 2017
  -  Champion de Grande-Bretagne de l'américaine juniors (avec Rhys Britton)
  - 2e du championnat de Grande-Bretagne du scratch juniors
  - 2e du championnat de Grande-Bretagne de l'américaine
- 2018
  -  Champion de Grande-Bretagne de poursuite par équipes (avec Rhys Britton, Ethan Hayter, Matthew Walls et Fred Wright)